# Medetera curvata
Medetera curvata är en tvåvingeart som beskrevs av Yang och Saigusa 2000. Medetera curvata ingår i släktet Medetera och familjen styltflugor.
Artens utbredningsområde är Sichuan (Kina). Inga underarter finns listade i Catalogue of Life.